# Danio quangbinhensis
Chela quangbinhensis, Devario quangbinhensis
Espèce
Synonymes
- Chela quangbinhensis Nguyen, Le & Nguyen, 1999[2]
- Devario quangbinhensis (Nguyen, Le & Nguyen, 1999)[2]
- Devario trangi Ngo, 2003[2]

Danio quangbinhensis ou Chela quangbinhensis est une espèce de poisson endémique d'Asie en général et dans le parc national de Phong Nha – Ke Bang, province de Quảng Bình, Viêtnam en particulier. Sa taille adulte est de 85 mm.